# 1351
Năm 1351 là một năm trong lịch Julius.